# Saint-Barbant
Saint-Barbant è un comune francese di 365 abitanti situato nel dipartimento dell'Alta Vienne nella regione della Nuova Aquitania.

## Società

### Evoluzione demografica
Abitanti censiti